# Snakeskin Glacier
Snakeskin Glacier är en glaciär i Antarktis. Den ligger i Östantarktis. Nya Zeeland gör anspråk på området. Snakeskin Glacier ligger 1 827 meter över havet.
Terrängen runt Snakeskin Glacier är varierad. Trakten är obefolkad. Det finns inga samhällen i närheten.